# Akbar Ganji
Akbar Ganji (Perzisch: اکبر گنجی) (Qazvin, 31 januari 1960) is een Iraanse journalist, schrijver en voormalig politiek gevangene. Ganji zat van 22 april 2000 tot 18 maart 2006 gevangen in de Evin-gevangenis in Teheran. 

## Levensloop
Ganji werd vastgehouden op grond van zijn journalistieke artikelen over politieke moorden in opdracht van enkele van Irans leiders. Hij werd gearresteerd na terugkomst van een conferentie in Berlijn. 
Van 19 mei 2005 ging Ganji in hongerstaking, met een twaalfdaagse onderbreking voor de verkiezingen van 17 juni. Op 17 juli werd hij in het ziekenhuis opgenomen en staakte hij zijn hongerstaking. Begin september werd hij uit het ziekenhuis ontslagen en teruggebracht naar de gevangenis.
De Europese Unie, de Amerikaanse president George Bush, de voormalige Iraanse president Ali Akbar Hashemi Rafsanjani alsmede Iraanse activisten hebben opgeroepen tot de vrijlating van Ganji. Op 18 maart 2006, daags voordat Iran zich voor de VN-veiligheidsraad moest verantwoorden voor zijn atoompolitiek, werd Ganji vrijgelaten. 
Nobelprijswinnares Shirin Ebadi is de advocate van Ganji. 

## Onderscheiding
In 2006 werd Ganji onderscheiden met de internationale Gouden Pen van de Vrijheid die jaarlijks door de World Association of Newspapers wordt toegekend.